# Upptäckten av den helige Markus kropp
Upptäckten av den helige Markus kropp (italienska: Il Ritrovamento del corpo di San Marco) är en oljemålning av den italienske konstnären Tintoretto. Den målades 1562–1566 och är utställd på Breragalleriet i Milano. 
Målningen ingår i en serie om tre verk som Tintoretto utförde om evangelisten Markus på uppdrag av Tommaso Rangone, stormästare för ett venetianskt brödraskap (scuola), till palatset Scuola Grande di San Marco. Markus är Venedigs skyddshelgon och var enligt legenden Alexandrias förste biskop. Enligt en tolkning återgiven av Breragalleriet skildrar målningen hur venetianerna genomsöker en gravkammare i Alexandria på jakt efter relikerna efter den helige Markus. Helgonet uppenbarar sig (stående till vänster) och befaller dem att sluta söka då hans kropp redan är funnen (upplyst liggande till vänster). Kroppen fördes därefter till Venedig och begravdes i Markuskyrkan. 
Målningen uppvisar alla Tintorettos kännetecken: dramatisk komposition och djärva förkortningar, starka ljuskontraster och skarp perspektivföring.  
De andra målningarna i serien är Bortförandet av den helige Markus kropp och Den helige Markus räddar en saracen från skeppsbrott. Tintoretto hade tidigare också målat Den helige Markus befriar en slav. Dessa tre tavlor är utställda på Gallerie dell'Accademia i Venedig.